# 杜氏眶燈魚
杜氏眶灯鱼（学名：Diaphus dumerilii）为輻鰭魚綱燈籠魚目灯笼鱼科的其中一種，分布於全球三大洋海域，屬深海魚類，棲息深度0-805公尺，體長可達8.7公分。

## 扩展阅读
維基物種上的相關：杜氏眶灯鱼